# Hans Vanaken
Hans Vanaken, född 24 augusti 1992, är en belgisk fotbollsspelare som spelar för Club Brugge.

## Landslagskarriär
Vanaken debuterade för Belgiens landslag den 7 september 2018 i en 4–0-vinst över Skottland, där han blev inbytt i den 56:e minuten mot Eden Hazard.